# سیارک ۱۰۳۵۶
سیارک ۱۰۳۵۶ (به انگلیسی: 10356 Rudolfsteiner، نامگذاری:1993RQ4) ده هزار و سیصد و پنجاه و ششمین سیارک کشف شده‌است که در ۱۵ سپتامبر ۱۹۹۳ کشف شد.
قدر مطلق سیارک برابر ۱۳٫۸۰ است.